# Салаш
 Тази статия е за селото в България.  За селото в Сърбия вижте Салаш (Община Зайчар).  
Сала̀ш е село в Северозападна България, община Белоградчик, област Видин.

## География
Село Салаш се намира на около 50 km юг-югозападно от областния център Видин и 13 km западно от общинския център Белоградчик, на около 3 km източно от границата със Сърбия. Разположено е в защитеното от ветровете долинно понижение в подножието на Стара планина между Светиниколската планина – от юг и запад, планинския рид Ведерник – от изток и планината Бабин нос от Западния Предбалкан – от север. Около Салаш се издигат върховете Ведерник (1124 m) – от изток, Жребче (1373 m) – от югозапад, Чуменски връх (771 m) – от запад, Царовица (800 m) – от север, Малка глама (717 m) и Коритска глама (925 m) – от север-северозапад. Релефът е по-отворен на северозапад към местността „Корито“ и прохода към границата, на североизток по долината на протичащата през селото Салашка река, както и на югоизток. .
Надморската височина в центъра на селото е около 518 m, в западния край нараства до около 550 m, в южния – до около 540 m, а на североизток покрай реката намалява до около 490 m.
През Салаш минава третокласният републикански път III-1102, който на изток води през село Граничак и кръстопът с третокласния републикански път III-1401 към град Димово. Път III-1401 на югоизток от кръстопътя „Филипови кошари“ води към Белоградчик. На северозапад от Салаш път III-1102 води към Белоградчишкия проход (Кадъ̀ боаз) на границата със Сърбия, по посока на сръбското село Ново Корито (към 2020 г. пътят не е цялостно изграден).
Населението на Салаш наброява 1460 души към 1934 г., а през следващите години постепенно намалява и достига до 133 души (по текущата демографска статистика за населението) към 31.XII.2021 г. В състава на селото са и махалите Докинци (на северозапад), Куцаровци (на север-северозапад), както и Пешина махала и Стране (на север-североизток). 
При преброяването на населението към 1 февруари 2011 г., от обща численост 171 лица, за 165 лица е посочена принадлежност към „българска“ етническа група и за 6 – към ромска.

## История
Още римляните са открили и използвали това място за живот. И в днешно време при разкопаване понякога все още излизат парчета от тухли и керамични съдове от римско време. Тогава през прохода „Кадъ̀ Боаз“ е минавал римски път от пристанищата по Дунава към Ниш и Западна Европа. В местността „Анище“, на около 1,5 km източно от село Граничак, между пътя и реката, археолози откриват основите на римска пътна станция. През средните векове близо до селото е имало крепост и лятна резиденция на видинския цар Иван Срацимир. Първите писмени сведения за населеното място в района на прохода датират от 1455 г. Традиционният диалект е белоградчишкият говор с особености, като запазени падежи и сричкообразуващи „р“ и „л“.
През ХХ век Салаш е едно от големите села на Белоградчишка околия. При преброяването през 1934 г. има 1460 жители. Добитъкът е многоброен – 22000 са само овцете, отделно крави, волове, свине. В селото кипи бурен стопански и културен живот. Благодарение на учителя-музикант Тодор Кръчков, години наред са поддържани два хора – църковен и светски, голям духов оркестър. От 1934 г. до днес е оцеляло музикалното дружество „Родни звуци“, което има за цел да създава у селяните интерес към музиката и да способства за естетическото им възпитание. Светският хор жъне успехи по всички сцени. Има 52 концерта из страната, а през 1961 г. 80-членният хор дори изнася концерт в зала „България“, дирижиран от учителя Кръчков. По певческо майсторство и артистизъм хорът не отстъпва на професионалните състави. Изпълнява и 8 оперети – „За птички“, „Самодивско изворче“, „Ковачът – царски син“ и други. Духовата музика е канена да свири на всички сватби и кръщавки в района.
По време на колективизацията в селото е създадено Трудово кооперативно земеделско стопанство „Вълко Червенков“ по името на тогавашния комунистически държавен ръководител Вълко Червенков. 
Граничният контролно-пропускателен пункт (КПП) в Белоградчишкия проход на запад от селото е закрит през 1960 г. С това постоянната връзка между България и Сърбия през Салаш е прекъсната и селото запа̀да. Хората започват да го напускат към 1960 г. Останали без поминък, те търсят спасение в големите градове, най-много в най-близкия Белоградчик. И понеже много моми пристават на войниците, които служели на граничната застава в селото, сега има пръснати из цялата страна някогашни негови жителки. В предишни години жените се връщат лете да нагледат старите къщи, но вече и тези граничарски жени са останали малко. Къщите пустеят, рушат се. Заради изселването, през 1973 г. е закрито училището. Преди години то е превърнато в старчески дом.
През 1994 г. правителството на Жан Виденов взима решение за възстановяване на граничния КПП. Отпуснати са първите средства за проектиране на път от селото до границата. Процесът спира при следващото правителство на СДС. През 2007 г. по време на едно военно учение край границата президентите на двете страни – Георги Първанов и Борис Тадич, подписват ново споразумение за отваряне на пункт в прохода „Кадъ боаз“. Но до 2014 г. не е направено нищо и от двете страни на границата. С това не настъпват условия за социално-икономически подем в Салаш.
От 2010 г. в селото живеят под 200 души. Основната част от живеещите в селото са пенсионери.

## Население
Преброяване на населението през 2011 г.
Численост и дял на етническите групи според преброяването на населението през 2011 г.:
|                     | Численост | Дял (в %) |
| Общо                | 171       | 100,00    |
| Българи             | 165       | 96,49     |
| Турци               | 0         | 0,00      |
| Цигани              | 6         | 3,50      |
| Други               | 0         | 0,00      |
| Не се самоопределят | 0         | 0,00      |
| Неотговорили        | 0         | 0,00      |

## Културни забележителности и редовни събития
Жителите на Салаш имат женска вокална група, с която участват на фестивали в Белоградчик.
На площада на селото има паметник – чешма, посветен на загиналите в Първата световна война салашчани  и още един паметник на загинал офицер през 1913 г. 
В Белоградчишкия проход (Кадъ̀ Боаз), до границата с Република Сърбия, има паметник, посветен на загиналите при отбраната на прохода. 
Всяко лято на Белоградчишкия проход, в местността „Корито“ между селата Салаш и Ново Корито (Сърбия), границата между България и Сърбия се отваря и на самата граница се провежда българо-сръбски събор. Събитието датира от 1925 година, като нашите предци го свързват със Свети великомъченик Прокопий. Това е единственият събор на българо-сръбската граница. По традиция съборът се отбелязва всяка година в предпоследната събота и неделя на месец юли.
Съборът се провежда след подписването на официално споразумение за провеждането му от смесената българо-сръбска комисия. Организатори на събитието са общините Белоградчик и Княжевац. Уточнява се културната програма, привеждането на терена и пътната инфраструктура в необходимия им вид, захранването с питейна вода, електроенергия, медицинско осигуряване, противопожарна защита и други дейности.
Много духови оркестри и самодейни състави представят автентичен и обработен фолклор. По инициатива на Национално сдружение „Единение“ и Патриотичен клуб „Бдинци“ – Видин, както и с участието на сърби и българи в масовите сцени, през юли 2014 е направена възстановка на събитията от 1876 г., когато по тези места, заедно, рамо до рамо, срещу турските войски са се сражавали българи, сърби, руси и черногорци.
В съботния ден на празника, 19 юли 2014 г., след неговото официално откриване, в 12,45 часа е направена „първата копка“ на новия Граничен контролно-пропускателен пункт и стартира изграждането на пътя до прохода „Кадъ Боаз“. Населението от пограничните региони на двете страни смята, че това ще доведе до оживление и икономически подем в населените им места. Строителството продължава по дължината на цялата 5-километрова отсечка от началото на селото до сръбската граница. Рехабилитира се 1 км от основния път и двете мостови съоръжения в с. Салаш. Проектът предвижда преди да бъдат положени два пласта нова асфалтова настилка, пътното платно да бъде укрепено с нови бордюри и тротоари. Строителни и земекопни машини работят и на трасето, по което се изгражда изцяло нов път и съоръжения на 4-километровия участък след с. Салаш до границата със Сърбия. Изграждането на третокласния път има за цел да осигури връзка с бъдещия гранично контролно пропускателен пункт Салаш – Ново корито. Стойността на договора с Агенция „Пътна инфраструктура“ е 2 940 885,05 лв. без ДДС. Средствата са осигурени от държавния бюджет по Публичната инвестиционна програма „Растеж и устойчиво развитие на регионите“.  Девет години след това пътният участък не е завършен, пътят от Белоградчик през Салаш до границата не е готов и макар че Сърбия има готовност за отваряне на граничния пункт Салаш – Ново корито, той все още не е създаден. 

## Обществени институции
Село Салаш е център на кметство Салаш. Кметски наместник е Румяна Ангелова Алексиева. 
Читалище „Развитие“ в Салаш е действащо, регистрирано под номер 2571 в Министерство на културата на Република България. Има певческа група, детска фолклорна група, група за народни обичаи, библиотека. 
Църквата „Успение на Пресвета Богородица“ е издигната през 1843 г. 
В миналото на около 2 km западно от Салаш е имало гранично подразделение на поделение 10210 – гр. Видин. Това е Четвърта гранична застава „Снайпер“ на Самостоятелна Видинска Комендатура (1964 – 1974 г.), а от 1974 до 1984 г. – 12-а гранична застава „Спартак“ на 1-ви граничен отряд – Видин. Сега е действащо подразделение на Гранична полиция.
В селото има Дом за възрастни с деменция, настанен в сградата на бившето училище.

## Забележителни хора
- Борис Нинков (1941 – 2015), писател; „Салашката духова музика“ (разкази) и други. [20]

## Други
Нунатак Салаш на остров Гринуич е наименуван в чест на село Салаш.